# Richard Lugar
Richard Green Lugar, Dick Lugar (ur. 4 kwietnia 1932 w Indianapolis, zm. 28 kwietnia 2019 w Falls Church) – amerykański polityk, członek Partii Republikańskiej, senator ze stanu Indiana (wybrany w 1976 i ponownie w 1982, 1988, 1994, 2000 i 2006).

## Życiorys
Zdobył szóstą kadencję w wyborach, które odbyły się 7 listopada 2006. Poparcie dla niego było tak silne, że Partia Demokratyczna nie wystawiła swojego kandydata w wyborach, więc jego zwycięstwo było przesądzone.
Lugar był jednym z najbardziej poważanych i popularnych senatorów. W latach 1985–1987 i 2003–2007 był przewodniczącym wpływowej Komisji Spraw Zagranicznych Senatu.
W latach 90. był zaangażowany w inicjatywę rozbrojenia krajów byłego ZSRR. Próbował w wyborach w 1996 kandydować na prezydenta, jednakże poniósł porażkę w prawyborach.
Po porażce Teda Stevensa w walce o siódmą kadencję w 2008 i odejściu w tym samym czasie Pete’a Domenici na emeryturę, Lugar był najdłużej urzędującym republikańskim senatorem w nowym Senacie, który zebrał się w styczniu 2009.
W 2012 próbował ponownie ubiegać się o stanowisko senatora, jednak przegrał w prawyborach z Richardem Mourdockiem, skarbnikiem stanu Indiana.
Odznaczony w 2012 filipińskim Wielkim Łańcuchem Orderu Lakanduli.
Zmarł 28 kwietnia 2019 w szpitalu kardiologicznym w Falls Church, przyczyną śmierci były powikłania wynikłe z CIDP.

## Odznaczenia i wyróżnienia
- Prezydencki Medal Wolności (2013)[6]
- Wielki Łańcuch Orderu Lakanduli (Filipiny, 2012)[7]
- Kawaler Komandor Orderu Imperium Brytyjskiego (Wielka Brytania, 2013)[8]
- Krzyż Wielki Orderu Zasługi Republiki Federalnej Niemiec (Niemcy, 2013)[9]
- Order Wolności (Ukraina, 2016)[10]